# Distretto di Yantalo
Il distretto di Yantalo è uno dei sei distretti  della provincia di Moyobamba, in Perù. Si trova nella regione di San Martín e si estende su una superficie di 100,32 chilometri quadrati.

Istituito il 30 dicembre 1944, ha per capitale la città di Yantalo; al censimento 2005 contava 2.858 abitanti.